# Rising Force
《Rising Force》는 스웨덴의 기타리스트 잉베이 말름스틴의 첫 번째 스튜디오 음반으로 1984년 3월 5일, 폴리도르 레코드를 통해 발매되었다. 이 음반은 스웨덴 음반 차트에서 14위, 미국 빌보드 200에서 60위에 올랐고, 1986년 그래미 어워드에서 최우수 록 기악 퍼포먼스 부문 후보에 올랐다. 슈레드와 네오클래시컬 메탈 장르의 정석 발매로 간주된다.

## 평가
| 전문가 평가   | 전문가 평가 |
| 평가 점수     | 평가 점수   |
| 출처          | 점수        |
| ------------- | ----------- |
| AllMusic      | [ 5 ]       |
| Martin Popoff | [ 7 ]       |

올뮤직의 스티브 휴이는 《Rising Force》에게 5개 중 4개의 별을 주면서 "출시 직후의 계시", "기타 분쇄기 시대의 진정한 시작"이라고 말했다. 그는 말름스틴의 기교와 "눈먼 미덕"을 높이 평가했으며, "바흐, 베토벤, 파가니니와의 집착"을 부각시켰다.
《기타 월드》 잡지의 2009년 기사에서 《Rising Force》는 사상 최고의 10개 음반 순위에서 1위에 올랐고, 직원들은 다음과 같이 썼다. "잉베이 말름스틴은, 역사상 가장 위대한 파쇄기였고, 앞으로도 그럴 것이다. 그는 1985년 데뷔와 함께 이 장르를 발명했다."
〈Black Star〉와 〈Far Beyond the Sun〉은 말름스틴의 가장 인기 있는 두 곡으로 그의 라이브 세트리스트의 스테이플로서 버텨왔다. 2008년 《기타 월드》 인터뷰에서 말름스틴은 두 곡에 대해 "나는 아마도 죽는 날까지 〈Far Beyond the Sun〉와 〈Black Star〉를 연주할 것"이라고 말했다.

## 곡 목록
모든 곡들은 잉베이 말름스틴에 의해 작사/작곡하였다.
| #  | 제목                          | 재생 시간 |
| -- | ----------------------------- | --------- |
| 1. | 〈Black Star〉                | 4:53      |
| 2. | 〈Far Beyond the Sun〉        | 5:52      |
| 3. | 〈Now Your Ships Are Burned〉 | 4:11      |
| 4. | 〈Evil Eye〉                  | 5:14      |
| 5. | 〈Icarus' Dream Suite Op. 4〉 | 8:33      |
| 6. | 〈As Above, So Below〉        | 4:39      |
| 7. | 〈Little Savage〉             | 5:22      |
| 8. | 〈Farewell〉                  | 0:49      |

## 참여 인원
- 잉베이 말름스틴 – 기타, 모그 타우르스, 베이스, 편곡, 제작
- 옌스 요한손 – 키보드, 하프시코드 배열 (7번 트랙)
- 바리모어 바로우 – 드럼
- 제프 스콧 소토 – 보컬
- 레스터 클레이풀 – 엔지니어링
- 피터 바르고 – 엔지니어링

## 차트
| 연도   | 차트             | 순위 |
| ------ | ---------------- | ---- |
| 1985년 | 스웨덴 음반 차트 | 14위 |
| 1985년 | 빌보드 200       | 60위 |